# Brezza di mare ~dedicated to IZUMI SAKAI~

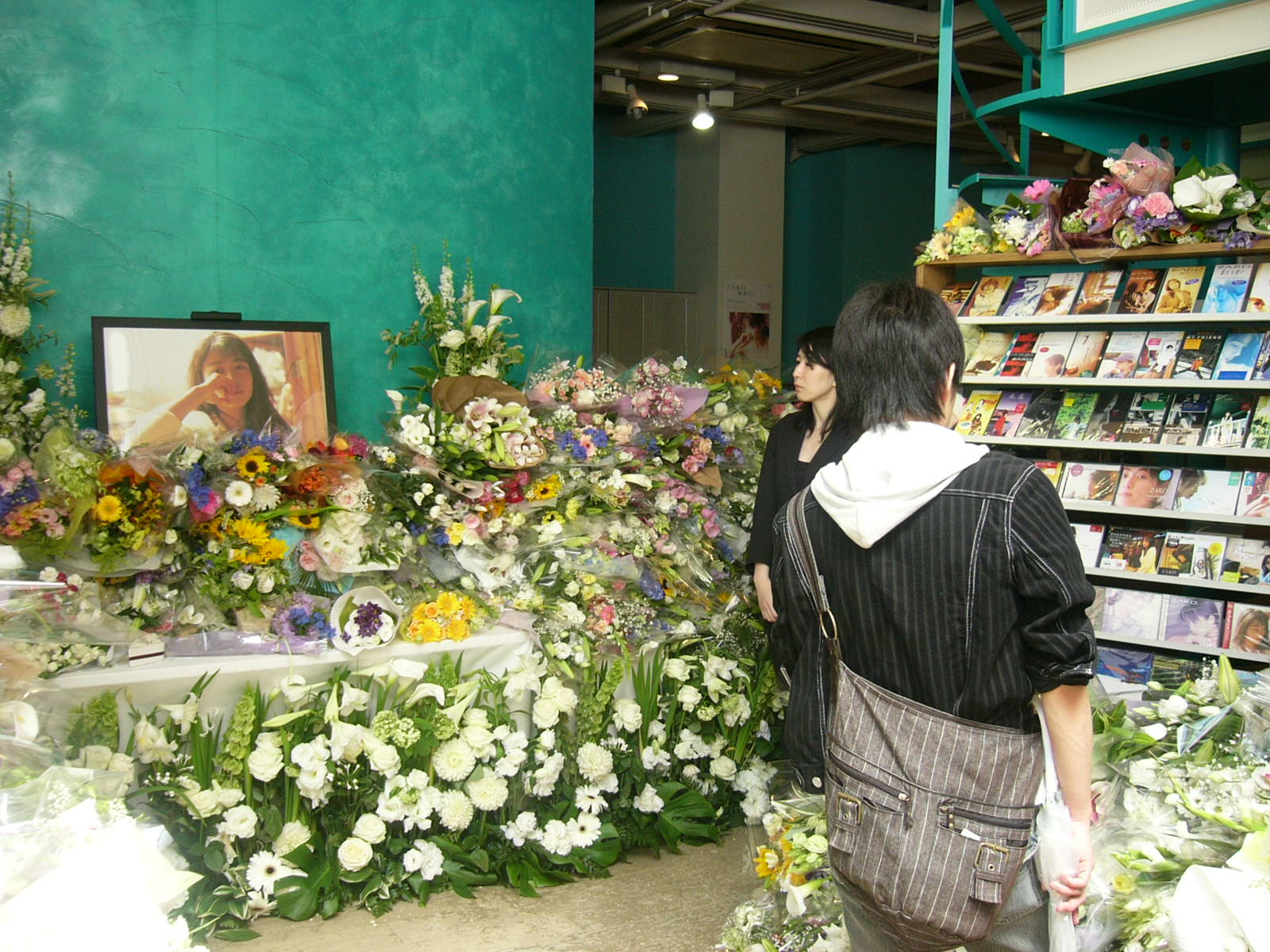
음반의 표지 사진은 추모회에서 영정 사진으로도 사용되었다. 2007년 5월 31일 촬영.

《Brezza di mare ~dedicated to IZUMI SAKAI~》는 2007년 8월 15일에 발매된 일본의 밴드 ZARD의 셀렉션 음반이다. 2007년 5월, 40세의 나이로 사망한 ZARD의 보컬리스트 사카이 이즈미에 대한 추도 음반이다. 사카이를 기리며 ZARD의 스태프들이 직접 선곡한 14곡이 수록되었다. 나가토 다이코가 프로듀싱했으며 동봉된 DVD에도 두 곡이 담겨있다. CD코드는 JBCJ-9024이다.
이 음반의 표지는 《ZARD BEST The Single Collection ~궤적~》의 부클릿에 실렸던 사진으로서, 2007년 6월 즈음에 있었던 추모에서는 영정사진으로 사용되었다.

## 수록곡
CD
| #            | 제목 | 작사          | 작곡                  | 편곡                                                | 재생 시간 |
| ------------ | --- | ------------- | --------------------- | --------------------------------------------------- | --------- |
| 1.           | 〈〈눈을 감고서〉〉 (瞳閉じて 히토미토지테[*])                                                                        | 사카이 이즈미 | 오노 아이카           | 토쿠나가 아키히토                                   | 4:57      |
| 2.           | 〈〈내일을 꿈꾸며〉〉 (明日を夢見て 아시타오유메미테[*])                                                              | 사카이 이즈미 | 오노 아이카           | 코바야시 사토루                                     | 4:37      |
| 3.           | 〈〈바람이 흘러 지나가는 거리〉〉 (風が通り抜ける街へ 카제가토오리누케루마치에[*])                                    | 사카이 이즈미 | 오다 테츠로           | 토쿠나가 아키히토                                   | 4:42      |
| 4.           | 〈〈I'm in love〉〉                                                                                                   | 사카이 이즈미 | 오다 테츠로           | 이케다 다이스케                                     | 4:11      |
| 5.           | 〈〈그대가 없어요〉 (B-version)〉 (君がいない 키미가이나이[*])                                                        | 사카이 이즈미 | 쿠리바야시 세이이치로 | 아카시 마사오                                       | 3:58      |
| 6.           | 〈〈이제 찾지 않아〉〉 (もう探さない 모사가사나이[*])                                                                 | 사카이 이즈미 | 오다 테츠로           | 아카시 마사오                                       | 5:07      |
| 7.           | 〈〈promised you〉〉                                                                                                  | 사카이 이즈미 | 쿠리바야시 세이이치로 | Cybersound                                          | 5:05      |
| 8.           | 〈〈슬퍼하는 만큼 그대가 좋아요〉〉 (悲しいほど貴方が好き 카나시이호도아나타가스키[*])                                | 사카이 이즈미 | 오노 아이카           | 하야마 타케시                                       | 4:51      |
| 9.           | 〈〈그대가 있어서〉 (di mare version)〉 (君がいたから 키미가이타카라[*])                                              | 사카이 이즈미 | 오다 테츠로           | 하야마 타케시                                       | 4:22      |
| 10.          | 〈〈멈추었던 시계가 지금 움직이기 시작했다〉〉 (止まっていた時計が今動き出した 토맛테이타토케이가이마우고키다시타[*]) | 사카이 이즈미 | 나카무라 유리         | 토쿠나가 아키히토                                   | 4:12      |
| 11.          | 〈〈상쾌한 그대의 기분〉〉 (さわやかな君の気持ち 사와야카나키미노키모치[*])                                           | 사카이 이즈미 | 토쿠나가 아키히토     | 토쿠나가 아키히토                                   | 5:03      |
| 12.          | 〈〈소녀 시절로 되돌아간 것처럼〉〉 (少女の頃に戻ったみたいに 쇼조노코로니모돗타미타이니[*])                          | 사카이 이즈미 | 오노 아이카           | 이케다 다이스케                                     | 5:13      |
| 13.          | 〈〈세계는 분명 미래에서〉 (di mare version)〉 (世界はきっと未来の中 세카이와킷토미라이노나카[*])                     | 사카이 이즈미 | 이와이 유이치로       | 토쿠나가 아키히토 / 후루이 히로히토 / 시오지리 켄지 | 4:15      |
| 14.          | 〈〈언젠가는...〉〉 (いつかは… 이츠카와[*])                                                                           | 사카이 이즈미 | 사카이 이즈미         | 아카시 마사오                                       | 4:35      |
| 총 재생 시간 | 총 재생 시간 | 총 재생 시간  | 총 재생 시간          | 총 재생 시간                                        | 1:05:08   |

DVD
| #  | 제목                                                                     | 작사          | 작곡                  | 편곡            | 재생 시간 |
| -- | ------------------------------------------------------------------------ | ------------- | --------------------- | --------------- | --------- |
| 1. | 〈〈조금 더 조금만 더...〉〉 (もう少し あと少し… 모스코시 아토스코시[*]) | 사카이 이즈미 | 쿠리바야시 세이이치로 | 아카시 마사오   |           |
| 2. | 〈〈잠〉〉 (眠り 네무리[*])                                              | 사카이 이즈미 | 사카이 이즈미         | 이케다 다이스케 |           |

## 같이 보기
- 《Soffio di vento ~Best of IZUMI SAKAI Selection~》